# XIII (film)
XIII (volledige titel: XIII: De 24-uurs film van Kalvijn) is een Nederlandse filmkomedie uit 2019. De film werd op 28 september 2019 opgenomen in Amsterdam voor een aflevering van de webserie Gekkenwerk van youtuber Kalvijn (Kelvin Boerma), waarin hij de uitdaging aanging binnen 24 uur een bioscoopfilm te filmen.
Kalvijn speelt zelf de hoofdrol. Bijrollen worden gespeeld door zijn vrienden Pol Buchly, Jard Struik, Peter de Harder en Quinten Pool, zijn vriendin Nina Warink en bekende Nederlanders als Jeroen Pauw, Frank Dane en Tim Coronel. De film parodieert diverse andere films, waaronder Schindler's List, Pulp Fiction, The Lord of the Rings en Joker.

## Rolverdeling
| Acteur           | Rol      |
| ---------------- | -------- |
| Kelvin Boerma    | Kalvijn  |
| Jard Struik      | Jard     |
| Peter de Harder  | Peter    |
| Quinten Pool     | Quinten  |
| Pol Buchly Costa | Pol      |
| Nina Warink      | Nina     |
| Tim Coronel      | zichzelf |
| Jeroen Pauw      | zichzelf |
| Frank Dane       | zichzelf |
| Olivier Richters | zichzelf |